# جين إيملي هربرت
جين إيملي هربرت (بالإنجليزية: Jane Emily Herbert)‏ هي كاتِبة وشاعرة أيرلندية، ولدت في 1821، وتوفيت في 26 مايو 1882.